# Mithrobarzanès
Mithrobazane ou Mithrobarzanès (II) de Sophène (tué en 69 av. J.-C.) est un général de Tigrane II d'Arménie.

## Hypothèse
Du fait de la similitude de nom, Cyrille Toumanoff émet l'hypothèse que Mithrobarzanès ou Mithrobazane, le général de Tigrane II d'Arménie, était issu de la dynastie des rois de Sophène et qu'il régissait cette contrée comme vice-roi artaxiade.

## Général malheureux
Mithrobarzanès est un général arménien du Ier siècle av. J.-C. En 83 av. J.-C., il mène les campagnes de Tigrane II en Judée et en Nabataea, installe des garnisons et impose la suzeraineté arménienne, contribuant à l’expansion du royaume au Levant.
Lors de l'offensive du général romain Lucullus avec 18 000 légionnaires et 3 000 cavaliers sur la capitale arménienne Tigranocerta, Tigrane II envoie un de ses généraux, Mithrobarzanès, avec un petit corps de fantassins appuyé par 3 000 chevaux à sa rencontre. Mithrobarzanès est tué et son armée détruite lors d'une rencontre avec le légat romain Sextilius.